# Наласа
Наласа́ (тат. Наласа) — село в Арском районе Республики Татарстан, административный центр Наласинского сельского поселения.

## География
Село находится в бассейне реки Атынка, в 9 км к западу от районного центра, города Арска.

## История
В «Списке населенных мест по сведениям 1859 года», изданном в 1866 году, населённый пункт упомянут как казённая деревня Наласы 1-го стана Казанского уезда Казанской губернии. Располагалась при реке Налосе, по левую сторону Сибирского почтового тракта, в 55 верстах от уездного и губернского города Казань и в 35 верстах от становой квартиры во владельческой деревне Пермяки (Богородское). В деревне, в 202 дворах жили 1415 человек (706 мужчин и 709 женщин), были 2 мечети. 
Некоторые выписки из поздних архивов
Деревня Наласы. По переписным книгам 1710-1711 годов написано 80 дворов ясачного тягла, 50 ясаков с полу полтретью, в том числе с пашенной земли и сенных покосов полясака, а по переписи сего 1716 года ныне на лицо жилых дворов (хранится в РГАДА в Москве).
1745 год. В деревне Наласы государственные ясашные татары (хранится в РГАДА в Москве).
1762 года, июля дня, Казанского уезда, Арской дороги, Арыслановой сотни Уксина, коей ныне правит сотник Биктемир Абыкин деревни Наласов… (хранится в РГАДА в Москве).

## Экономика
Полеводство, молочное скотоводство.

## Социальные объекты
Средняя школа, детский сад, дом культуры, библиотека, фельдшерско-акушерский пункт.

## Религиозные объекты
Мечеть (с 1998 года).